# 东北棘猛水蚤
东北棘猛水蚤（学名：Attheyella dogieli）为异足猛水蚤科棘猛水蚤属的动物。分布于俄罗斯以及中国大陆的黑龙江等地，常栖息于小型水域中。